# Trichopterella torta
Trichopterella torta is een fossiele soort schietmot uit de familie Necrotauliidae.